# Monodontides musina
Monodontides musina is een vlinder uit de familie van de Lycaenidae. De wetenschappelijke naam van de soort is voor het eerst gepubliceerd in 1892 door Pieter Snellen.
De komt voor op de Gunung Kinabalu in Borneo, Myanmar en Vietnam.